# Luca (Córdoba)
Luca es una localidad situada en el departamento General San Martín, provincia de Córdoba, Argentina.
Se encuentra situada sobre la Ruta Nacional 158, a 215 km de la Ciudad de Córdoba, aproximadamente.
La fiesta patronal se celebra el día 18 de octubre.

## Economía
La principal actividad económica es la agricultura seguida por ganadería, siendo los principales cultivos la soja y el maíz.
La producción láctea también tienen relevancia en la economía local.
Existen en la localidad un dispensario, una escuela primaria, una escuela secundaria, un puesto policial, un geriátrico y un edificio municipal en el cual se efectúan gran parte de las funciones administrativas.
Su cooperativa se encarga de brindar servicios públicos de agua, electricidad, gas e Internet en la localidad.

## Geografía

### Población
Cuenta con 563 habitantes (Indec, 2010)
, lo que representa un incremento del 6,8% frente a los 527 habitantes (Indec, 2001) del censo anterior.
| Gráfica de evolución demográfica de Luca entre 1991 y 2010 |
|                                                            |
| Fuente: Censos nacionales del INDEC                        |

### Clima
El clima es templado con estación seca, registrándose una temperatura media anual de 25 °C aproximadamente. En invierno se registran temperaturas inferiores a 0 °C y superiores a 35 °C en verano.
El régimen anual de precipitaciones es de aproximadamente 800 mm.